# Ceràmica grega

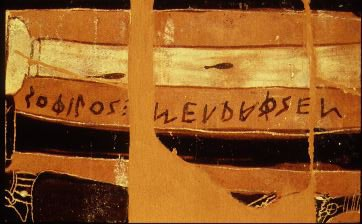
Signatura del famós pintor Sòfilos: Sófilos m'egrafsen (Sòfilos em va pintar)

La ceràmica grega reuneix el conjunt de recipients i pintura de gots grecs. Nascuda al Pròxim Orient, assolí en l'antiga Grècia un alt nivell de qualitat artística, i deixà una important informació sobre la vida i la cultura dels antics grecs.
Es conserven nombrosos exemplars de gots i probablement representa una part ínfima de la producció: ens han arribat més de 50.000 gots provinents d'Atenes. D'altra banda, els altres objectes han estat destruïts pel temps (fusta, teixits, pigments de pintura), per la mà humana, o per ser reutilitzats (pedra, bronze, metalls preciosos...).

## Cronologia
En l'antiga Grècia el torn de terrissaire es va introduir, probablement procedent d'Àsia, a la fi del III mil·lenni ae. La ceràmica autòctona apareix a principis del II mil·lenni ae i durant els segles següents es realitzava en general en argila refinada, decorada simplement amb pintura mat.

### Estil minoic
Poc després del 2000 ae apareix per tota Grècia un estil que Heinrich Schliemann denominà ceràmica miniana, perquè es va trobar a Orcomen (Beòcia), pàtria tradicional dels minies. És un estil sorprenent que es distingeix per la superfície vernissada en un gris mat d'alta qualitat. Sembla que la van introduir els indoeuropeus durant la seua invasió.

### Estil micènic
Al principi de l'època micènica, circa 1600 ae, la ceràmica que apareix conté nous motius d'elements presos de la natura. Després del 1400 ae aquesta ceràmica micènica hi fou predominant. Estava influïda fortament pels estils de la Creta minoica. El més destacat són les gerres d'estil palacial, gerres d'emmagatzematge molt elegants, decorades amb cridaners motius florals i marins.

### Estilsubmicènic
Després del 1200 ae i de la caiguda de la civilització micènica, s'hi redueix la presència de ceràmica. Va persistir una ceràmica feta amb el torn de terrissaire que coexistí amb un altre tipus de ceràmica feta a mà denominada ceràmica bàrbara, però no es dona en totes les regions de Grècia.

### Estil protogeomètric

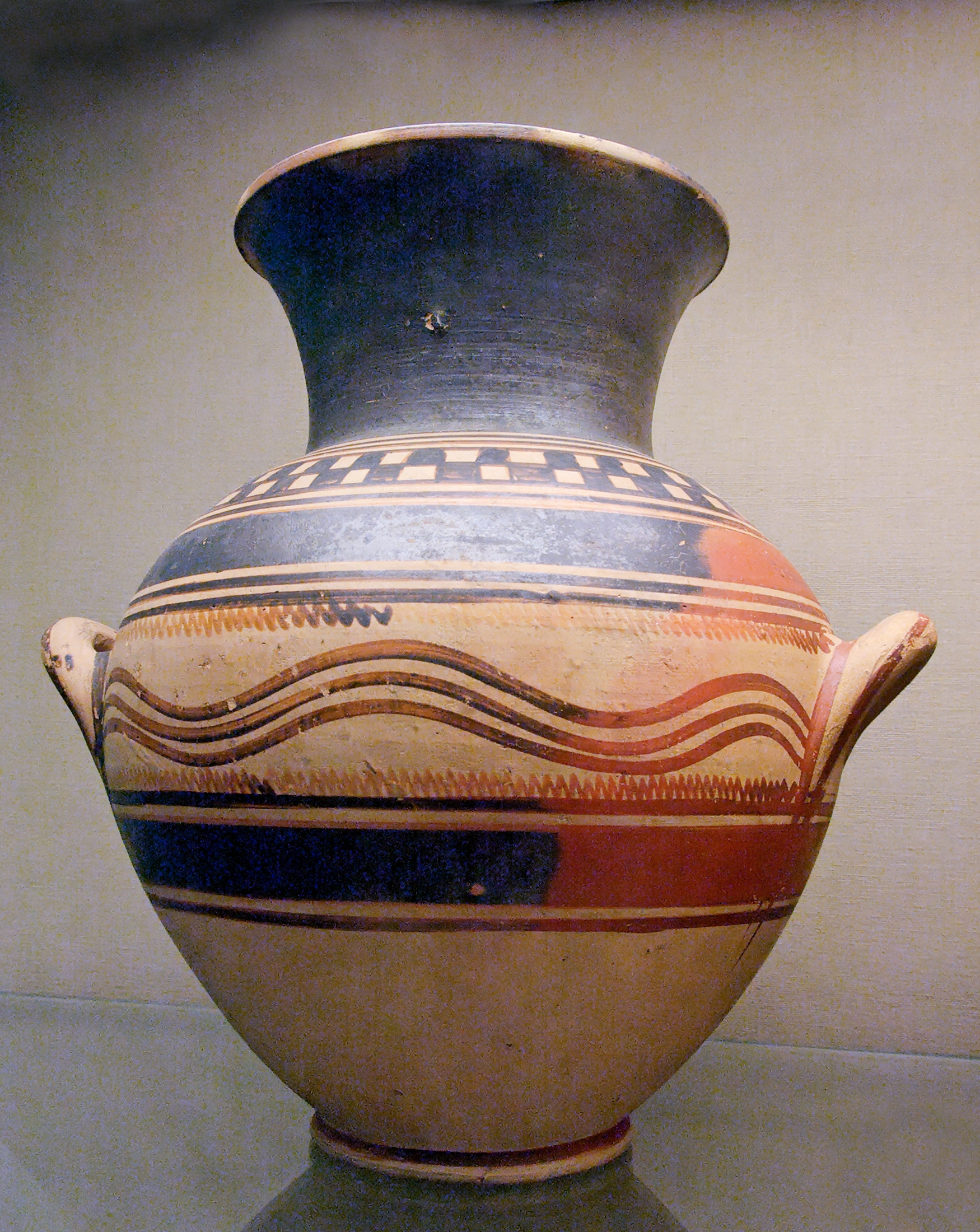
Àmfora panxuda amb anses, 950-900 ae, British Museum

Els gots del període protogeomètric (c. 1050 ae-900 ae) constitueixen el testimoniatge artístic essencial del principi de l'Edat Fosca. L'escultura de grans proporcions encara no era coneguda, i a la pintura mural li faltava un element fonamental per al seu desenvolupament: els suports murals. Moltes altres formes artístiques (gravat d'ivori, joieria, treball de metalls) patiren una recessió semblant.
En canvi, la producció ceràmica no s'hi extingí, en particular a Atenes. Els gots es decoraven amb motius vernissats de negre brillant, descendent de l'edat del bronze. De vegades reprenen motius micènics (línies ondulants traçades a mà), però els nous motius (semicercles, cercles concèntrics) es dissenyaven amb molta cura, amb compàs o pinta. La decoració era simple i s'adaptava a la forma del got subratllant les formes amb amples traços horitzontals o amb bandes negres.
Lefkandi és un dels principals llocs d'on prové la ceràmica d'aquest període. S'hi descobrí una figureta excepcional d'un centaure, d'una alçada de 36 cm. La forma n'és molt estilitzada, i el cos està decorat amb plomes i amb formes geomètriques.

### Estil geomètric

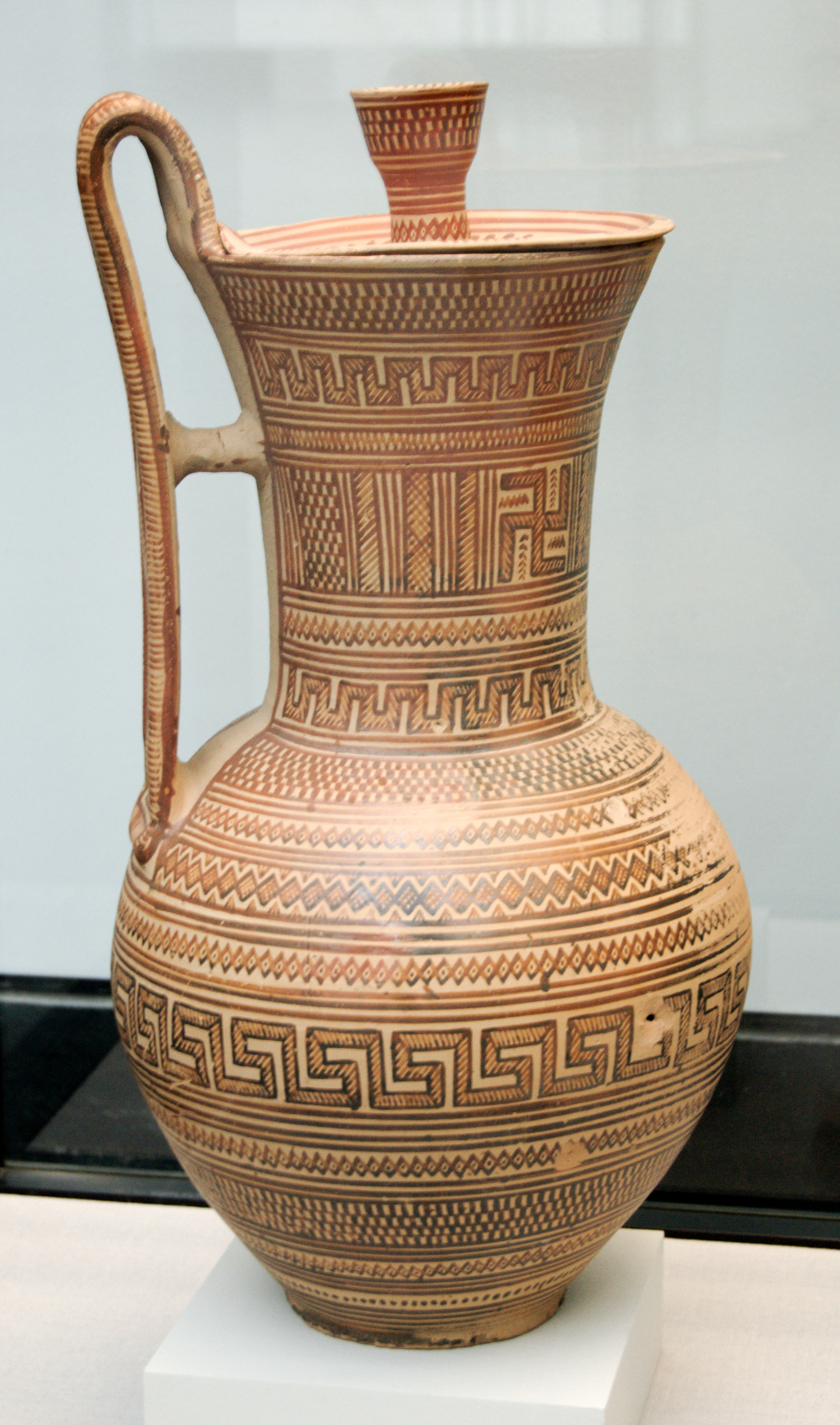
Got àtic, c. 740 ae, Staatliche Antikensammlungen de Múnic

L'art geomètric va florir als s. IX i VIII ae. Es caracteritza per nous motius, trencant amb la iconografia minoica i micènica: meandres, triangles i altres figures geomètriques (d'ací prové el nom del període). Estan disposats en bandes separades de les zones negres per línies triples. Passat el temps, l'equilibri entre les bandes decorades i les bandes ombrejades es trencà en favor de la decoració: els meandres i altres motius acabaren per cobrir tot el got.
Mentre que el geomètric antic (c. 900 ae-850 ae) es coneix com a estil de «Dipilo negre», que es caracteritza per un ampli ús de vernís negre, en el geomètric mitjà (c. 850-770 ae), apareix la decoració figurativa amb els primers frisos d'animals idèntics (cavalls, cérvols, cabres, oques, etc.) que d'ara endavant alternen amb les bandes de motius geomètrics. Paral·lelament, la decoració es complica i es fa cada vegada més abundant: les zones buides s'omplin amb rosetes o esvàstiques decoratives. Aquest pas és anomenat «horror vacui» i no acabarà fins al final de l'estil geomètric.

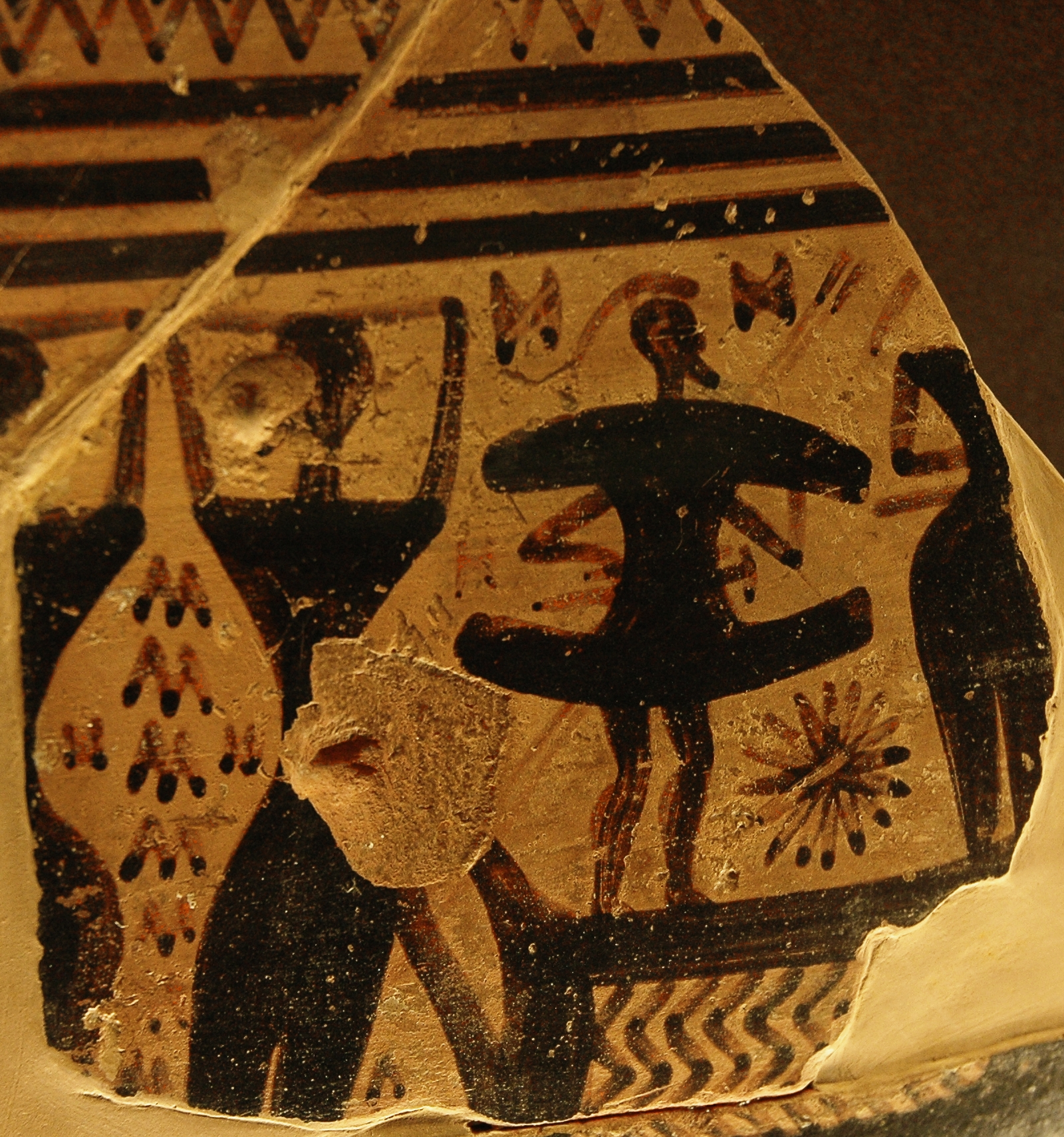
Fragment d'un crater del pintor de Dipilo, h. 750-725 ae, Museu del Louvre

A mitjan segle viii aC apareixen figures humanes en la decoració. Les representacions més conegudes en són les dels gots trobats a Dipilo, un dels cementeris d'Atenes. Els fragments d'aquests grans gots funeraris mostren principalment desfilades de carros de guerra i de guerrers. També escenes funeràries com: grec antic: πρόθεσις, próthesis (exposició del mort i lamentació) o ἐκφορά, ekphorá (transport del taüt al cementeri). Els cossos són representats de manera geomètrica tret dels panxells, prou protuberants. En el cas dels soldats, un escut en forma de diàbolo, anomenat «escut Dipilo» pel seu disseny característic, cobreix la part central del cos. Les potes i els colls dels cavalls, i les rodes dels carros són representades uns al costat dels altres. La mà d'un pintor d'aquesta època, anomenat «pintor de Dipilo», ha pogut ser identificada en diverses obres, sobretot en àmfores monumentals.
Al final del període hi apareixen representacions mitològiques, probablement coincidint amb l'època en què Homer donà forma a les tradicions del cicle troià de la Ilíada i l'Odissea. La interpretació, però, en constitueix un risc per a un observador modern: un enfrontament entre dos guerrers pot ser tant un duel homèric com un simple combat; un vaixell encallat pot representar el naufragi d'Odisseu o de qui siga.

Finalment, les escoles locals aparegueren a Grècia. La producció de gots mai fou exclusiva d'Atenes —està ben testificada des del període protogeomètric a Corint, Beòcia, Argos, Creta i a les Cíclades—, els pintors i terrissaires durant molt de temps seguiren l'estil àtic. D'aleshores ençà crearen el seu estil: Argos s'especialitzà en escenes figuratives; Creta es vinculà a un geometrisme més estricte.

### Estil orientalitzant

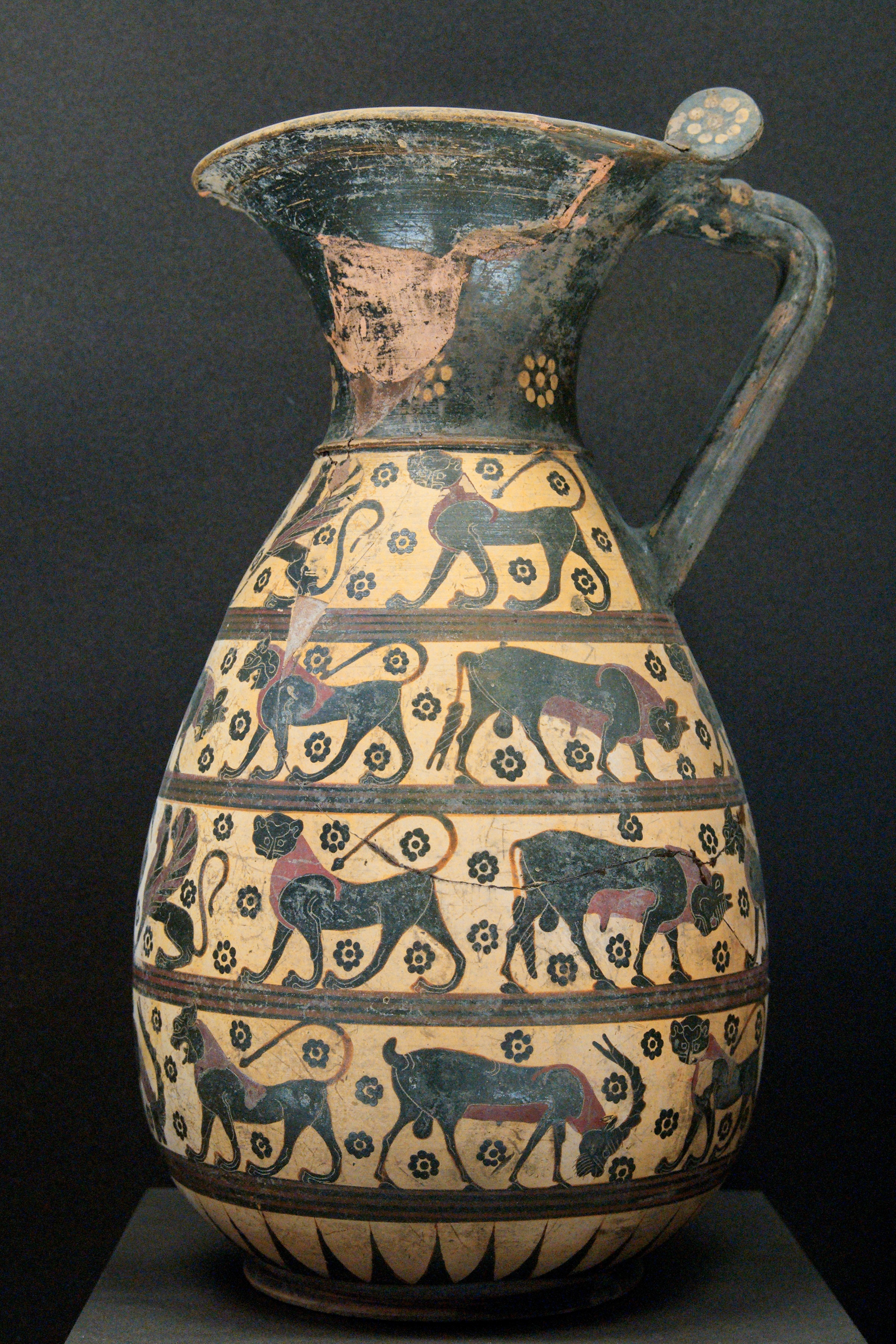
Olpa protocoríntia amb animals i esfinxs, h. 640-630 ae, Museu del Louvre

A la fi del s. VIII ae es desenvolupà un estil denominat orientalitzant, resultat de la renovació dels contactes amb Orient i de la influència del seu art. L'estil orientalitzant es desplega principalment a Corint de 725 a 625 ae. Corint esdevingué un important productor de ceràmica fina i la primera ciutat exportadora del món grec.
Es caracteritza per una forta influència de l'art oriental: tot i que l'Orient era molt menys aficionat a la ceràmica que Grècia, la seua pintura i escultura mostraven una figuració més fina i realista. Aquesta influència es traduí en una nova gamma de motius: esfinxs, aixetes, lleons, etc., representats de manera més realista que en el passat. En els frisos, el pintor va recórrer a lotus o palmetes. Les representacions humanes eren relativament rares: consistien en escenes de batalles, de tant en tant amb hoplites, o també escenes de caça. Els traços geomètrics subsistiren en l'estil anomenat protocorinti: hi havia motius geomètrics i el «farciment» del segon pla es feia amb rosetes i nous motius decoratius.
Els pintors corintis recorregueren a figures negres, principalment sobre fons vermell: utilitzaren una suspensió col·loidal de color castany que, amb la cocció, prenia un color negre brillant, quasi metàl·lic. Aquesta tècnica romangué molt de temps misteriosa, malgrat els esforços fets pels ceramistes anglesos del s. XIX, per descobrir-ne el secret. Els corintis també inventaren la tècnica d'incisió en buit que permetia fer ressaltar l'argila pàl·lida. Aquest estil s'expressà sobretot en gots petits les formes dels quals van aparéixer llavors.

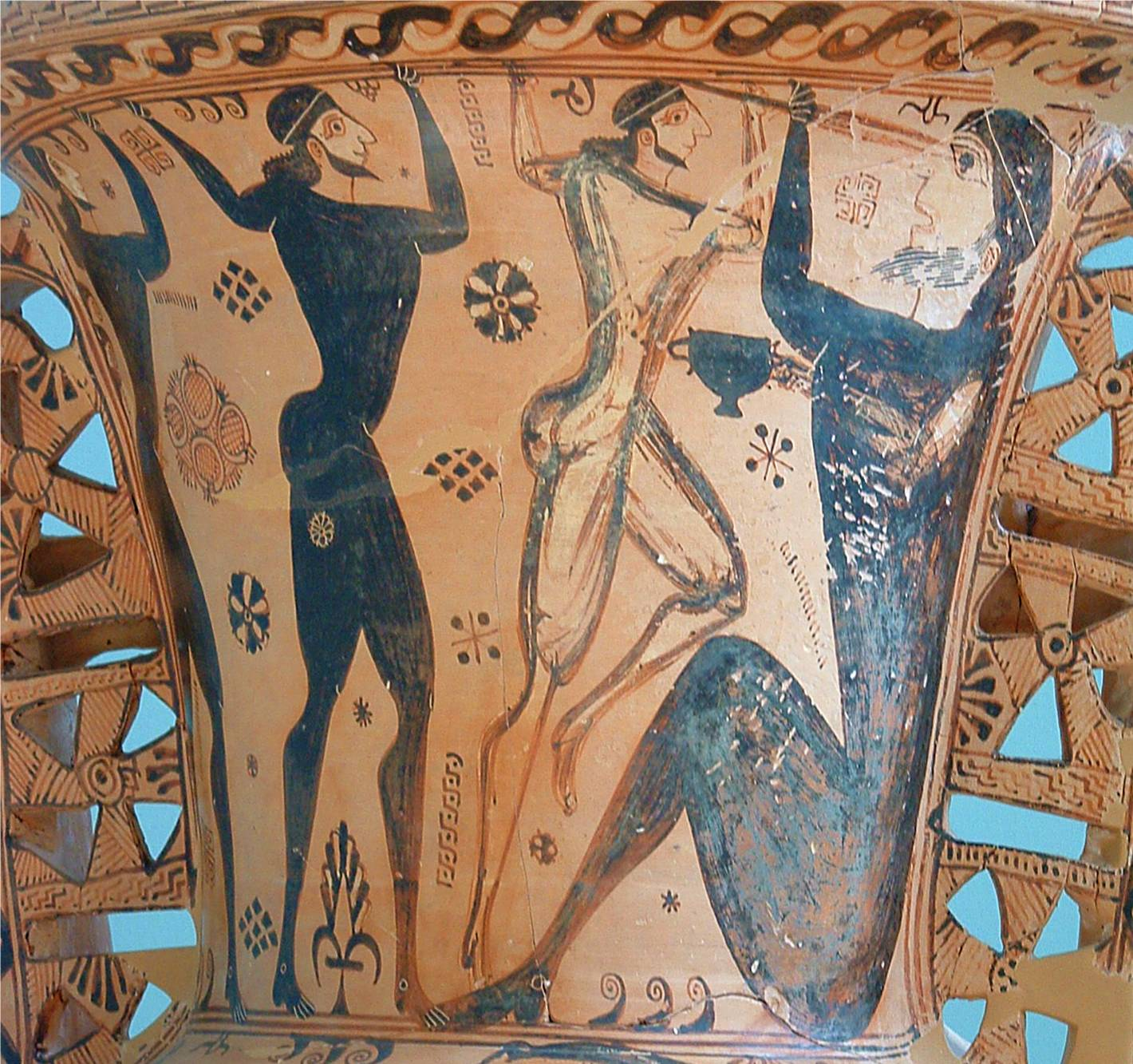
Ulisses i Polifem, detall d'una àmfora protoàtica, circa 650 ae, Museu d'Eleusis

La ceràmica de Corint s'exportà a tota Grècia, i la seua tècnica arribà a Atenes, que desenvolupà tot i així un estil propi, amb la influència oriental menys marcada. En aquest període qualificat de protoàtic aparegueren motius orientalitzants, encara que el traç era relativament poc realista. Les pintures es mostraven vinculades amb escenes típiques del període geomètric, com les desfilades de carros. Adoptaren, però, el principi del dibuix lineal en substitució de la silueta. A mitjan s. VII ae va aparéixer l'estil blanc i negre: traç negre sobre fons blanc, amb de policromia per als carros o la roba. L'argila utilitzada a Atenes, molt més ataronjada que la de Corint, es presta menys fàcilment a la representació de carros.

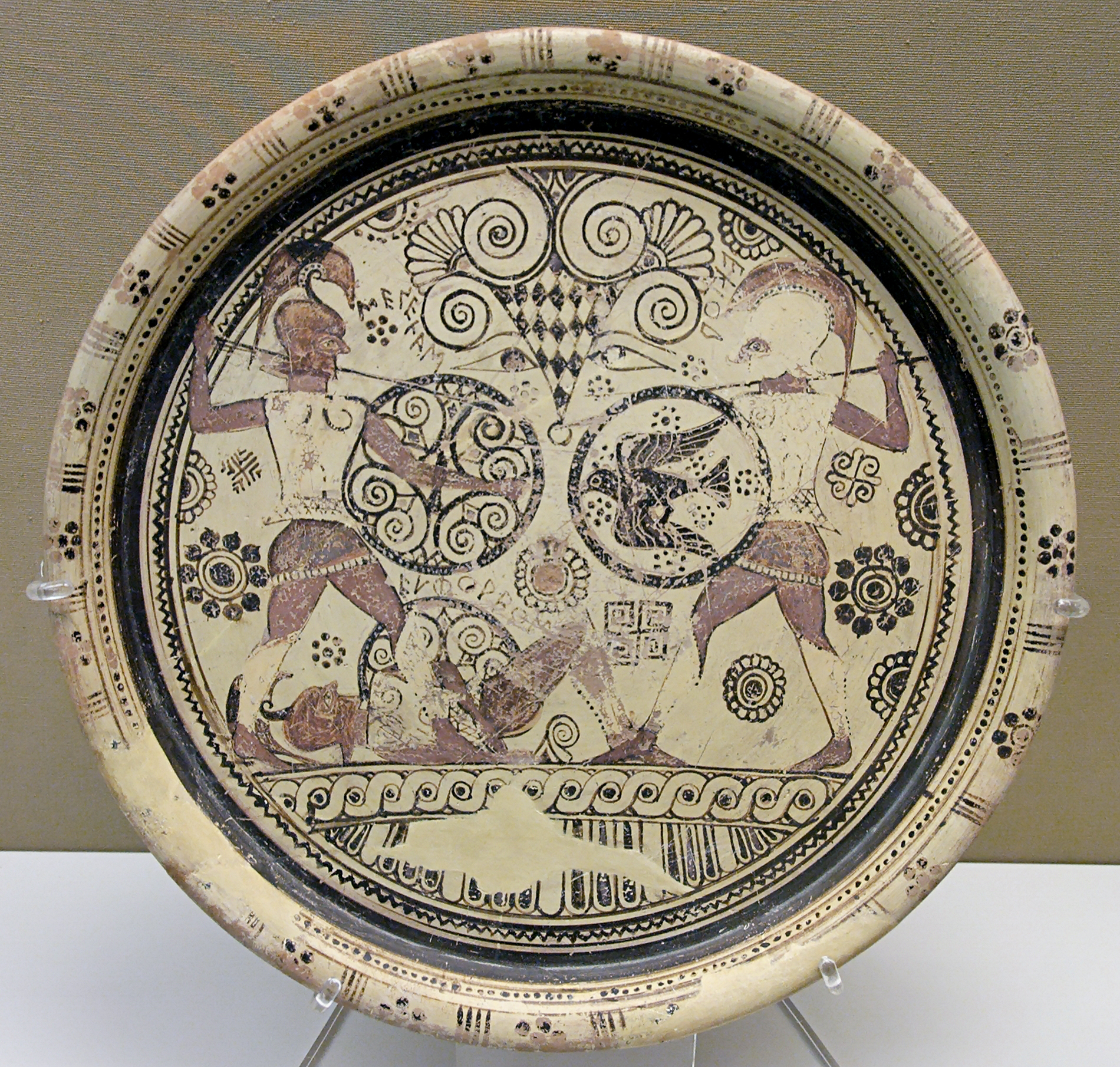
Combat de Menelau i Hèctor sobre el cos d'Euforb, plat del període mitjà de les cabres salvatges, h. 600 ae, Museu Britànic

D'altra banda, Creta i sobretot les Illes Cíclades es van distingir per l'atracció pels gots anomenats «plàstics», aquells que tenien el ventre o coll amb forma de cap d'animal o humana. A Egina, el got plàstic més popular tenia un cap d'aixeta. Les àmfores mèlies, fabricades a Paros, devien molt poc a Corint o a Orient. Presentaven, com els gots amb relleus, un marcat gust per les composicions èpiques i un horror vacui que es caracteritzava per les rosetes i esvàstiques.
Finalment, s'hi pot identificar un últim estil, el de la «cabra salvatge», atribuït tradicionalment a Rodes, pels importants descobriments realitzats a la necròpoli de Camiros. De fet, es va estendre per tota Àsia Menor, amb centres de producció a Milet i Quios. En predominaren dues formes: l'enòcoa, que copiava models de bronze, i els plats, amb peus o sense. La decoració s'organitzava en registres superposats en què els animals estilitzats, sobretot les cabres salvatges, apareixien en frisos. Els nombrosos motius decoratius (triangles, esvàstiques, rosetes, flors...) n'omplien els espais buits.

### Estil de figures negres
L'estil de figures negres va ser inventat a Corint al s. VII aC. Els gots àtics de figures negres s'elaboraren primer sota la influència coríntia des de circa 620 ae, i tingueren l'apogeu a Atenes entre el 570 i el 525 ae, amb un màxim grau de perfecció.

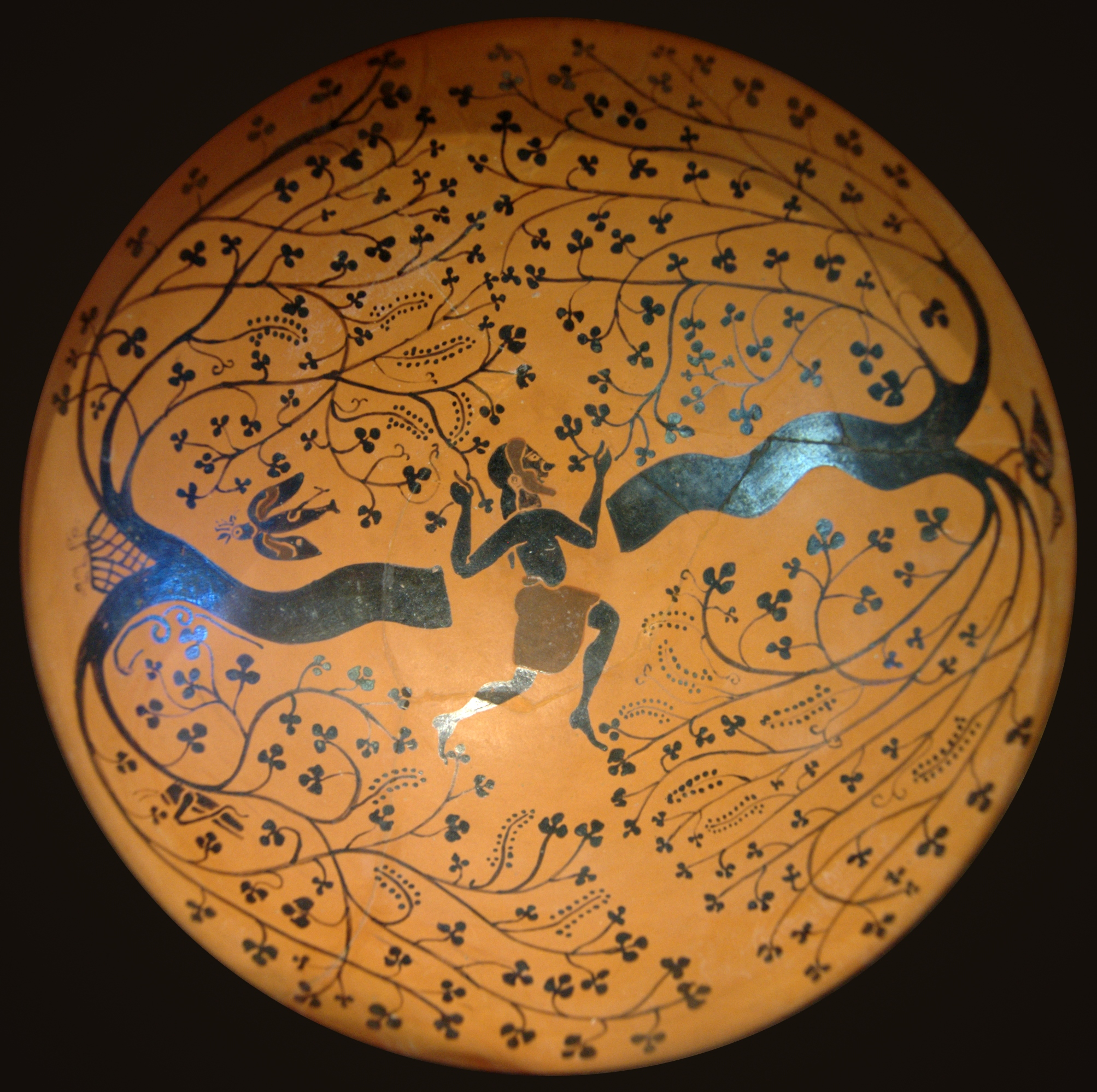
Tondo de la Copa del pardaler, ceràmica jònica, h. 550 ae, Museu del Louvre

Es caracteritzava no sols pel dibuix de figures en negre sobre fons d'argila (més aviat vermella en el cas d'Atenes), sinó també per l'ús d'incisions. N'hi havia una sèrie de pseudofigures negres, en les quals les bandes clares eren reservades i no s'hi feien incisions. La Copa del pardaler del Louvre n'és un exemple.
La influència coríntia sobre la primera ceràmica de figures negres atenesa es nota en la seua decoració, mancada de motius de farciment. Les figures (principalment animals: lleons, cabres, esfinxs, etc.) estaven disposades en registres superposats i posaven en relleu l'escena principal. La ceràmica atenesa, però, es va separar a poc a poc d'aquesta influència. El gust pels motius mitològics i la composició en únic gran registre que prevaleren entre 550 i 530 ae són la mostra que es creà un estil propi a la capital àtica. Paral·lelament, els gots decorats evolucionaren: el gran got funerari deixa lloc als gots de la vida quotidiana, sobretot les àmfores, hídries, copes i craters.
Es reconeixen diversos estils de pintors atenesos, als quals a voltes se'ls pot donar nom gràcies a l'obra signada. Tal és el cas de Clities, pintor del Got François, al Museu Arqueològic Nacional de Florència: aquest crater, descobert en una tomba etrusca, data d'aproximadament l'any 570 ae. Consta de sis frisos figuratius, en conseqüència, narratius, i té la signatura del ceramista, Ergòtim. El mateix que Exèquies, del qual una de les obres més cèlebres és una àmfora, hui exposada a Roma als Museus Vaticans, que mostra Àiax i a Aquil·les a Troia, jugant als daus.
Altres pintors són designats per apel·latius convencionals, sovint deguts a John Beazley (1885-1970), historiador de l'art, pioner en l'estudi de la ceràmica grega. Per exemple, el pintor de la Gorgona té l'àlies de Dino, sobre el qual apareix Medusa.

### Estil de figures vermelles

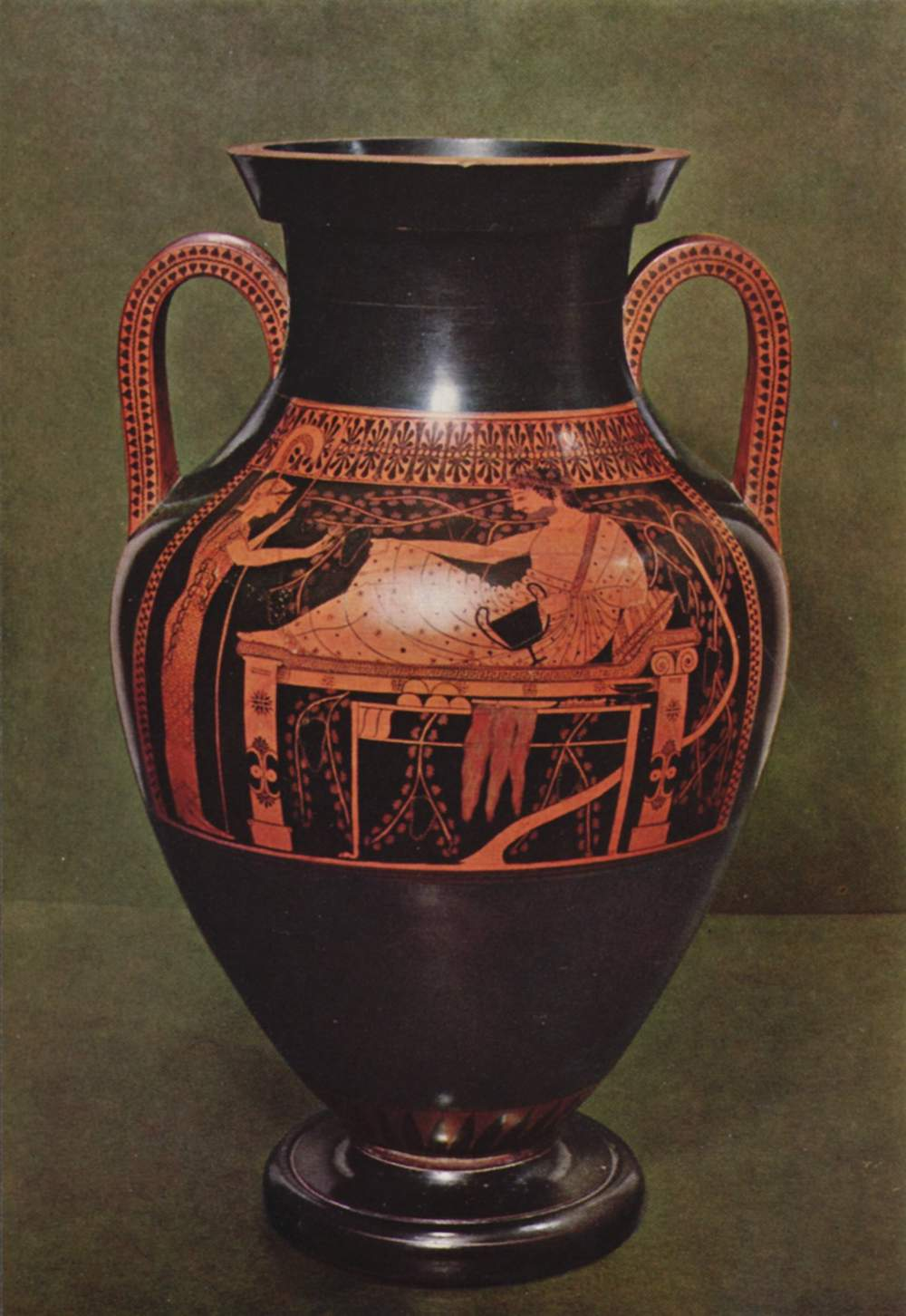
Hèracles i Atenea, cara A d'una àmfora bilingüe de figures roges, obra del pintor d'Andòcides, h. 520 ae, Staatliche Antikensammlungen (Inv. 2301)

L'estil de figures roges aparegué a Atenes cap a 530-520 ae. Esdevingué ràpidament la «punta de llança» de la producció àtica, que li va permetre imposar-se com l'única gran escola del període clàssic: consistia en una inversió de la figura negra: el fons era pintat de negre i les figures tenien el color de l'argila. Els detalls eren pintats i mai incisos. Probablement fou inventat per un pintor concret, potser influenciat per un client o pel seu ceramista. Els noms dels ceramistes Nicòstenes, Amasis o el pintor d'Andòcides s'hi han citat. El primer pintor a aplicar aquesta tècnica fou Andòcides, del qual es conserven una quinzena de ceràmiques. A la primeria d'aquest període, els pintors feien coexistir escenes de figures negres i de vermelles, estil que rep el nom de ceràmica bilingüe. Hi predominen els temes mitològics i homèrics, efebs i escenes familiars.
A més de la simple inversió dels colors, la tècnica de la ceràmica de figures roges permetia una millora del dibuix, sobretot en la representació de la roba, dels cossos i detalls, la precisió dels quals suplí la gairebé completa desaparició de la policromia, i guanyà en realisme. Els cossos femenins i masculins són més fàcilment distingibles; la musculatura estava millor definida. En aquest estil sobresortí Eufroni, i la representació dels membres en tres dimensions (escorç, transició de la vista del perfil al rostre, representació en tres quarts).
El 480-479, durant les guerres mèdiques, Atenes fou ocupada pels perses. En destruïren els tallers —s'han trobat pous plens de restes al barri del Ceràmic— i quan els atenesos recobraren la ciutat, la producció ceràmica hagué de començar gairebé de zero. Les relíquies de l'estil arcaic foren abandonades —tret del grup manierista del pintor de Pan— i les figures roges definitivament adoptades. Alguns pintors, com el dels Niòbides, van ser influenciats per l'escultura o el fresc. El dibuix esdevingué més sofisticat, mentre que l'elecció d'escenes s'orientà més cap a la vida privada, sobretot amb escenes de gineceu: és l'«estil florit», l'últim gran estil atenés. Els elements de la decoració (flors, plantes) hi aparegueren a finals del s. V ae, i el pintor es reconcilià amb l'horror al buit que li afectava en el període geomètric: les composicions en foren més recarregades. S'hi nota un gust pels detalls i la transparència de la roba, així com pel seu moviment. Hi torna la policromia amb el recurs a la pintura blanca i daurada. Els arcaismes persistiren al centre atenés, com el recurs a les figures negres en les àmfores panatenaiques, i es van inventar les figuretes de terracota gregues que es difongueren per tot el món grec i foren conegudes més tard com «tanagrinas.
Fora d'Atenes, la producció de ceràmica pintada amb personatges quasi desaparegué, tret de la Magna Grècia. La de la Pulla i Campània (Paestum sobretot) tenien una qualitat comparable a la d'Atenes. Els inicis de la ceràmica de la Pulla es remunten a l'últim decenni del s. V ae. Al principi era prou similar a l'estil àtic; desenvolupà a poc a poc un llenguatge iconogràfic propi. El pintor de Darios, anomenat així pel seu crater de volutes que representa Darios I (Nàpols, H3253), il·lustrà molts temes de l'època d'Alexandre el Gran. Encara que la ceràmica italiota es destinava sobretot al mercat local, s'exportà a Grècia (Corfú, Demètries), i una mica per la conca mediterrània (Croàcia, Còrsega, Ibèria). Alguns tallers s'especialitzaren en escenes d'un determinat gènere, en particular en el philax, paròdia de les obres àtiques de tema heroic.

### Període hel·lenístic

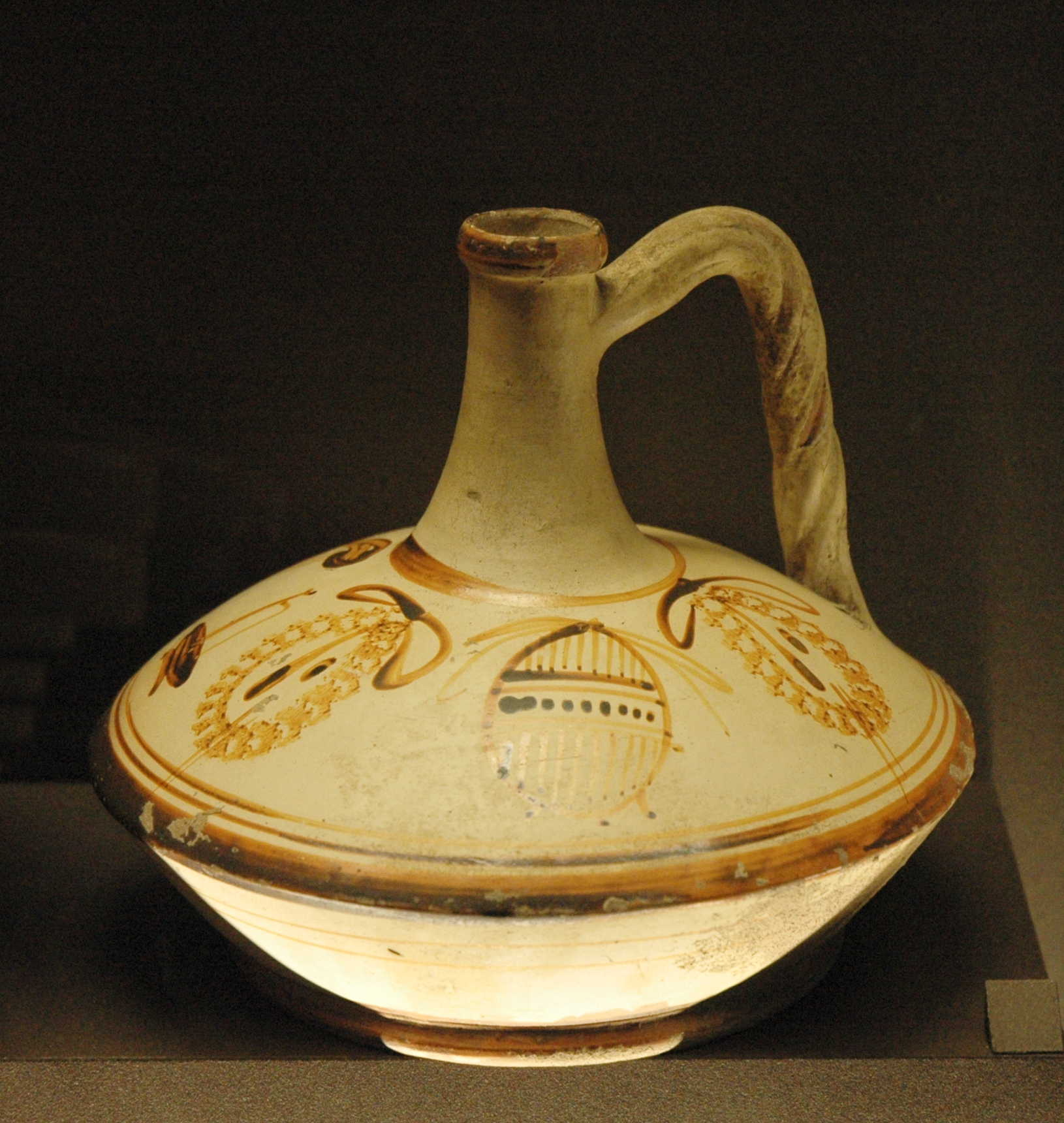
Lagí decorat amb instruments musicals, 150-100 ae, Museu del Louvre

En el període hel·lenístic es produeix el declivi de la pintura de ceràmica, que fou més decorada que pintada. Els gots més comuns són negres i uniformes, amb una aparença brillant com de vernís, decorats amb motius simples de flors o fistons. La ceràmica de figures roges es va extingir a Atenes a la fi del s. IV ae, i es reemplaçà per la «ceràmica del vessant occidental», denominada així per les troballes al vessant occidental de l'Acròpoli d'Atenes. Aquest estil consistia a pintar un fons de color torrat i pintura blanca sobre un fons vidriat negre amb alguns detalls incisos, representacions de persones reduïdes que es reemplaçaven per motius més simples com corones, dofins, rosetes, etc. Variacions d'aquest estil s'estengueren per tot el món grec amb centres notables a Creta i Pulla, on les escenes figuratives eren sol·licitades.
En aquesta època apareix el relleu, indubtablement a imitació dels atuells fets amb metalls preciosos: es van aplicar corones en relleu al cos dels gots. S'han trobat complexos relleus basats en animals o en criatures mitològiques. En resum, les formes dels gots es van inspirar en la tradició del metall.
Els tallers tornaren a una decoració negra brillant adornada amb flors o animals, o canviaren radicalment: si no era possible aconseguir colors variats amb la cocció, bastava a pintar el got després. En aquest cas, els colors són evidentment menys duradors. Aquesta tècnica es reservava generalment als gots funeraris.
En certs llocs, però,subsistien focus de producció on seguien fent ceràmiques amb decoracions figuratives. A Creta s'elaboraren fins a principis del s. II ae escenes mitològiques. Els principals centres de producció en foren Cnossos i Gortina.
Els artistes cercaren una varietat major de tints que en el passat. Aquests colors nous eren més delicats i no suportaven la calor. S'havia d'aplicar la pintura després de la cocció, al contrari que en la pràctica tradicional. La fragilitat dels pigments impedia l'ús freqüent d'aquesta ceràmica, i es va reservar per als funerals. Els exemplars més representatius d'aquest estil provenen de l'antiga ciutat siciliana de Centuripe, on se'n treballà activament fins al s. III ae. Aquests gots es caracteritzaven per una base pintada de color rosa. Les figures, sovint dones, es representaven amb vestits colorits: quitons blau violeta, himations grocs, vels blancs, etc. Aquest estil té reminiscències de Pompeia i se situa més prop de la pintura contemporània que de l'herència de la ceràmica de les figures vermelles.
A la ciutat pakistanesa de Tàxila s'han trobat dissenys hel·lenístics. Fou colonitzada per artesans i ceramistes després que la conquistés Alexandre el Gran.

## Fabricació

### Materials
La ceràmica grega tenia com a material de base argila. La d'Corint, desproveïda d'òxid de ferro, tenia un color blanquinós. Aquestes diferències permeteren amb una anàlisi química determinar l'origen dels gots ceràmics: d'aquesta manera s'ha pogut saber que les hídries d'Hadra utilitzades a Alexandria, en el període hel·lenístic, com a urnes funeràries, havien estat fabricades a Creta i no a Egipte.
L'argila s'extreia de pedreres o de mines d'argila, purificada després mitjançant rentat durant setmanes. Es posava a remulla en estanys on les partícules fines pujaven a la superfície i es recuperaven. Aquesta etapa permetia eliminar les impureses que podien provocar l'esclat en la cocció. Després s'assecava al sol tallada en blocs. S'emmagatzemava durant un temps perquè adquirira les seues qualitats plàstiques.

### Elaboració

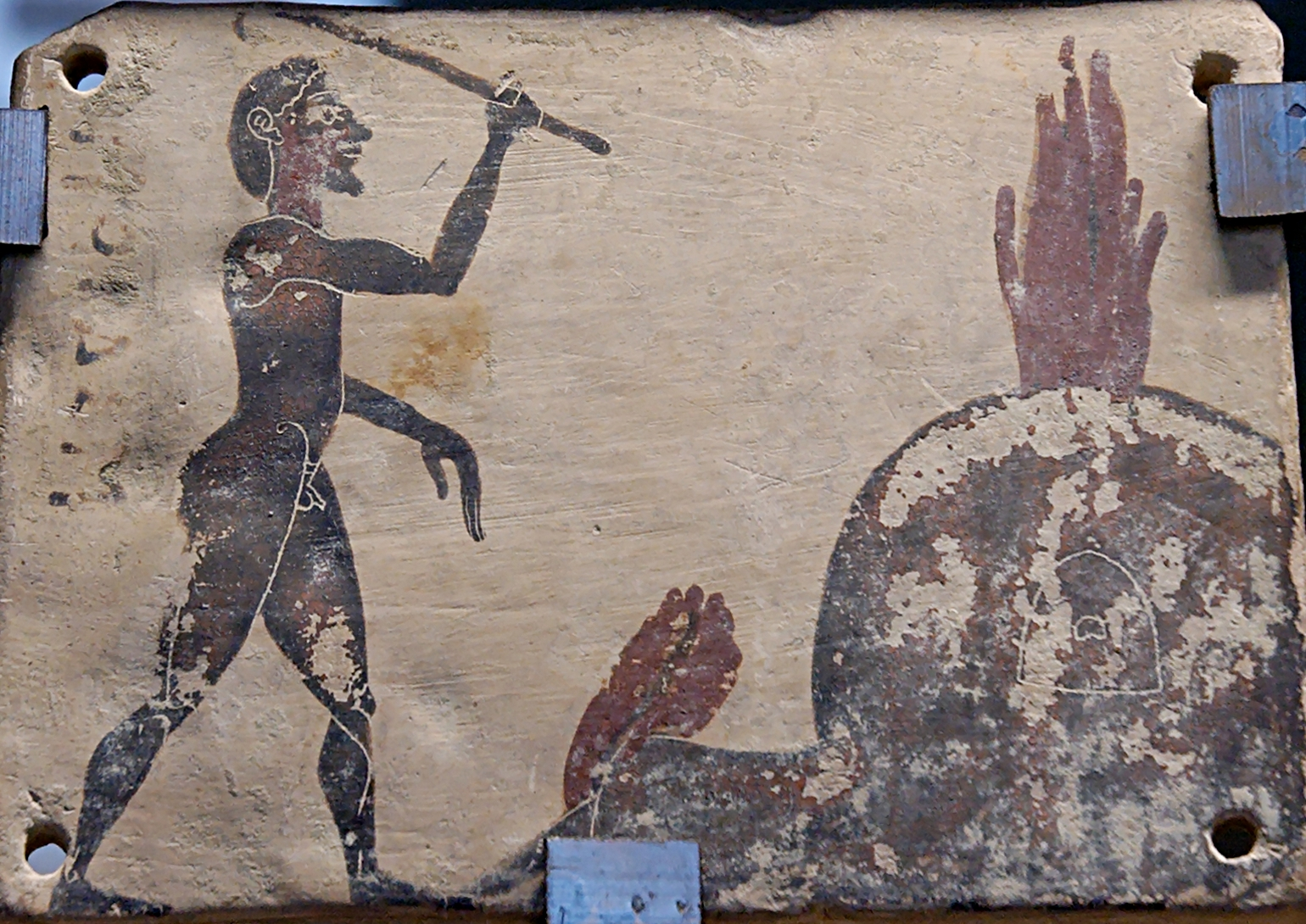
Terrissaire al seu forn. Placa d'estil corinti descoberta circa 575-550 ae, Museu del Louvre

En fabricar un got, el terrissaire pastava l'argila per expulsar les bombolles d'aire i treballava sobre un torn inventat a l'Orient en el segon mil·lenni ae. Els gots petits podien ser muntats d'una vegada, però les peces de major grandària estaven constituïdes per diverses parts que després s'assemblaven en la barbotina (argila diluïda en l'aigua recuperada dels estanys de purificació). Fins i tot per les anses o els peus, els gots eren modelats.
Després s'assecaven i pintaven seguint una tècnica que variava segons l'estil emprat. De manera general, el pintor jugava amb el contrast del color roig d'argila amb una capa de color negre.

### Coloració
Pel que fa a la ceràmica àtica de figures negres o roges, s'utilitzà un procediment especial a partir del període protogeomètric. En la fase de la purificació de l'argila per decantació i quan s'alliberava de les impureses, es recuperava l'aigua que havia servit i s'havia saturat d'argila, la barbotina. Aquesta aigua s'usava per a dibuixar motius decoratius. Amb la cocció ressorgien els dibuixos sobre el fons de color argilenc. No es tractava, per tant, de pintura. Alguns relleixos de color s'hi podien afegir després de la cocció.

### Cocció
En assecar-se la pintura, el terrissaire coïa la ceràmica, operació delicada, composta de tres etapes:
1. Cocció en atmosfera oxidant (respiradors oberts per a deixar passar el dioxigen) a prop de 800 °C: el got era totalment vermell.
2. Cocció en atmosfera reductora (respiradors tancats) a uns 950 °C, amb l'afegiment de vegetals al foc per produir el fumat; després la temperatura baixava a 900 °C. El monòxid de carboni alliberat per la combustió incompleta dels vegetals, compost reductor, permetia reduir l'òxid fèrric (Fe2O3) en òxid ferrós (FeO) o en magnetita (Fe3O4) de color negre: el got era completament negre i la part recoberta amb la imprimació negra es vitrificava, i es feia impermeable.
3. Cocció en atmosfera reoxidant (respiradors oberts) sempre sobre 900 °C: el dioxigen de l'aire permetia oxidar l'òxid ferrós en òxid fèrric en les parts no imprimades, que es feien roges; les parts imprimades, que prèviament s'havien tornat impermeables, quedaven negres.

La cocció era relativament simple en principi, però requeria atenció i experiència. Se sap d'un cert nombre de gots mal bullits, malmesos o amb petites imperfeccions, produïts per un contacte intempestiu amb un got veí. Generalment, aquests defectes no impedien la comercialització del got.

## Tipologia
Els grecs van produir i van usar molts tipus de recipients: des dels més freqüents i coneguts com l'àmfora, els craters (per aiguar el vi) o l'hídria (una gerra per a l'aigua), fins a instruments com l'amforisc o atuells cerimonials com el cernos.
- alabastre, flasconet de perfum (generalment, d'alabastre o vidre) amb la base arredonida destinat a ser suspés.
- aríbal, ampolleta en forma de pera usada per a guardar ungüents i perfums.
- àmfora, atuell alt i amb dues nanses al costat del coll, acabada en peu camús, en punta o fusiforme per col·locar-la en aquest cas enfonsada al sòl sorrenc o sobre un muntant i la destinació del qual era guardar i transportar líquids i grans.
- amforisc, àmfora petita (en realitat una ventosa per traure el segell de les grans àmfores d'emmagatzematge i transport).[2]
- ascós, atuell similar a un càntir deprimit i amb una ansa per damunt, usat per a servir el vi aiguat.
- bombilios, petit ungüentari de coll molt estret, similar a l'alabastre.
- càntar o copa de Dionís, que de vegades porta Hèracles. Gran copa amb anses elevades (malgrat el seu nom no té res a veure amb el càntir).
- crater, atuell gran amb boca ampla i dues nanses o mànecs cap al terç interior de la part ventruda que servia per a barrejar-hi l'aigua i el vi.
- cíat, similar a l'escif però amb una sola ansa.
- cílica, calze o copa de poc fons, ampla i amb dues nanses.
- dinos, crater esferoïdal muntat sobre un peu independent.
- enòcoe, gerra amb ansa que té comunament la boca trevolada el destí de la qual era abocar vi a les copes.
- escif, got o tassa semiesfèrica o en forma de con truncat amb dues nanses.
- estamnós, crater de nanses petites i boca menys ampla.
- guttus, nom que a Roma se li donava a un petit lacrimatori de coll molt estret semblant a un setrill.
- hídria, gran atuell precedent de la tenalla, proveïda de tres anses disposades de manera que puga bolcar-se fàcilment; es destinava a dipòsit d'aigua.
- kélebe, àmfora ventruda i amb peu camús i nanses que pugen fins a la boca.
- cernos, got múltiple o conjunt de gots units que servien per a cerimònies religioses.
- lagena, atuell similar a un petit càntir o una ampolla, per a servir vi.
- lècit, flascó de coll estret i llarg amb nanses destinat a guardar oli o perfums.
- lècana, plat profund amb tapadora semblant a un píxid molt aplatat, usat en la cuina.
- lecànide, atuell amb tapa per a joies, ungüents, etc.
- olpa, gerreta panxuda i amb ansa.
- oxybaphon, crater amb les nanses en el terç superior de l'atuell.
- pelike, tipus d'àmfora.
- pitos, gran atuell esferoïdal i de boca estreta.
- píxide, pot aplatat i amb tapadora per a serveis de tocador.
- psictera, cos bulbós, col·locat sobre una base alta i estreta que s'utilitzava per a refrigerar vi.
- ríton, got per a beure que té forma de banya acabada en musell d'animal i amb una ansa.

Els gots que s'empraven en el culte, a més de cernós es diuen ápteres, prefericles, fiales i símpuls, els quals són comunament de metall artísticament llaurat. Unes altres àmfores o gerros grans i elegantíssims que eren objectes de luxe es destinaven a premis per als vencedors en jocs públics i a regals; entre tots foren molt cèlebres les àmfores panatenaiques de boca ampla i peu sòlid.